# Sphenomorphus
Sphenomorphus este un gen de șopârle din familia Scincidae.

## Specii[1]
- Sphenomorphus abdictus
- Sphenomorphus acutus
- Sphenomorphus aesculeticola
- Sphenomorphus alfredi
- Sphenomorphus amblyplacodes
- Sphenomorphus annectens
- Sphenomorphus anotus
- Sphenomorphus arborens
- Sphenomorphus assatus
- Sphenomorphus atrigularis
- Sphenomorphus beauforti
- Sphenomorphus beyeri
- Sphenomorphus bignelli
- Sphenomorphus biparietalis
- Sphenomorphus brunneus
- Sphenomorphus buenloicus
- Sphenomorphus buettikoferi
- Sphenomorphus butleri
- Sphenomorphus cameronicus
- Sphenomorphus celebense
- Sphenomorphus cherriei
- Sphenomorphus cinereus
- Sphenomorphus concinnatus
- Sphenomorphus consobrinus
- Sphenomorphus cophias
- Sphenomorphus courcyanum
- Sphenomorphus coxi
- Sphenomorphus cranei
- Sphenomorphus crassa
- Sphenomorphus cryptotis
- Sphenomorphus cumingi
- Sphenomorphus cyanolaemus
- Sphenomorphus darlingtoni
- Sphenomorphus decipiens
- Sphenomorphus derroyae
- Sphenomorphus devorator
- Sphenomorphus diwata
- Sphenomorphus dorsicatenatus
- Sphenomorphus dussumieri
- Sphenomorphus fasciatus
- Sphenomorphus florensis
- Sphenomorphus forbesi
- Sphenomorphus fragilis
- Sphenomorphus fragosus
- Sphenomorphus fuscolineatus
- Sphenomorphus grandisonae
- Sphenomorphus granulatus
- Sphenomorphus haasi
- Sphenomorphus hallieri
- Sphenomorphus helenae
- Sphenomorphus incertus
- Sphenomorphus incognitus
- Sphenomorphus indicus
- Sphenomorphus ishaki
- Sphenomorphus jagori
- Sphenomorphus jobiensis
- Sphenomorphus kinabaluensis
- Sphenomorphus kitangladensis
- Sphenomorphus knollmanae
- Sphenomorphus kuehnei
- Sphenomorphus laterimaculatus
- Sphenomorphus lawtoni
- Sphenomorphus leptofasciatus
- Sphenomorphus leucospilos
- Sphenomorphus lineopunctulatus
- Sphenomorphus llanosi
- Sphenomorphus longicaudatus
- Sphenomorphus luzonense
- Sphenomorphus maculatus
- Sphenomorphus maculicollus
- Sphenomorphus maindroni
- Sphenomorphus malayanum
- Sphenomorphus megalops
- Sphenomorphus microtympanus
- Sphenomorphus mimicus
- Sphenomorphus mimikanum
- Sphenomorphus mindanensis
- Sphenomorphus minutus
- Sphenomorphus modigliani
- Sphenomorphus muelleri
- Sphenomorphus multisquamatus
- Sphenomorphus murudensis
- Sphenomorphus necopinatus
- Sphenomorphus neuhaussi
- Sphenomorphus nigriventris
- Sphenomorphus nigrolabris
- Sphenomorphus nigrolineata
- Sphenomorphus oligolepis
- Sphenomorphus praesignis
- Sphenomorphus pratti
- Sphenomorphus puncticentralis
- Sphenomorphus rarus
- Sphenomorphus rufocaudatus
- Sphenomorphus sabanus
- Sphenomorphus sanctus
- Sphenomorphus sarasinorus
- Sphenomorphus schultzei
- Sphenomorphus scotophilus
- Sphenomorphus scutatus
- Sphenomorphus shelfordi
- Sphenomorphus sibuensis
- Sphenomorphus simus
- Sphenomorphus solomonis
- Sphenomorphus steerei
- Sphenomorphus stellatus
- Sphenomorphus stickeli
- Sphenomorphus striatopunctatum
- Sphenomorphus striolatus
- Sphenomorphus tagapayo
- Sphenomorphus taiwanensis
- Sphenomorphus tanahtinggi
- Sphenomorphus tanneri
- Sphenomorphus taylori
- Sphenomorphus temmincki
- Sphenomorphus tenuiculus
- Sphenomorphus textum
- Sphenomorphus transversus
- Sphenomorphus tritaeniatus
- Sphenomorphus tropidonotus
- Sphenomorphus undulatus
- Sphenomorphus vanheurni
- Sphenomorphus variegatus
- Sphenomorphus victoria
- Sphenomorphus wolfi
- Sphenomorphus woodfordi
- Sphenomorphus wrighti
- Sphenomorphus zimmeri